# Hanfried Haring
Hans-Joachim-Friedrich („Hanfried“) Haring (* 16. Dezember 1941 in Halle (Saale)) ist ein deutscher Agrarwissenschaftler und Pferdesportfunktionär.

## Werdegang
Hanfried Haring kam in Halle (Saale) zur Welt. Sein Vater war Leiter der Tierzuchtforschungsanstalt Dummerstorf. Nach dem Abitur leistete er zwischen 1962 und 1964 Dienst bei der Bundeswehr in Lüneburg, aus der er im Rang eines Oberleutnants ausschied. Zwischen 1966 und 1969 studierte er Landwirtschaft in Kiel und war im Anschluss Assistent am Institut für Agrarökonomie in Göttingen, wo er seine Promotion über die Ökonomische Bewertung von Zuchtprogrammen der Rinderzucht vorbereitete.
Wolfgang von Scharfenberg holte ihn zum 1. März 1972 als Nachfolger von Burchard Müller für die Stelle des Geschäftsführers der Abteilung Zucht der Deutschen Reiterlichen Vereinigung (FN). Die folgenden Jahre nutzte er zur Neustrukturierung der Abteilung: 1975 wurde das gemeinsame Zuchtziel eines Deutschen Reitpferdes proklamiert, die Hengstleistungsprüfungen wurden neu gestaltet und die Zuchtstutenprüfungen eingeführt. 1991 wurde die Zuchtwertschätzung eingeführt. Zwischen 1986 und 1990 war er zusätzlich Geschäftsführer des Deutschen Olympiade-Komitees für Reiterei (DOKR).
Nach dem Tod von Dietmar Specht im März 1986 übernahm er auf Bitte des FN-Präsidenten Dieter Graf von Landsberg-Velen kommissarisch die Aufgaben des Generalsekretärs der Deutschen Reiterlichen Vereinigung. Ab 1. Januar 1991 war er hauptamtlicher Generalsekretär, von 2000 bis Ende 2008 Vorsitzender des geschäftsführenden Vorstands der FN.
Seit 1986 ist er für die Internationale Reiterliche Vereinigung (FEI) tätig. Seit 2006 ist er Vorsitzender der FEI-Ländergruppe II (Nordeuropa) und damit Mitglied des FEI-Bureaus. Im Februar 2010 wurde er kommissarisch zum Präsidenten der neu gegründeten European Equestrian Federation (EEF) gewählt und noch im gleichen Jahr offiziell im Amt bestätigt. Im Januar 2010 wurde er in das Executive Board der FEI aufgenommen.
Haring unterrichtet Pferdezucht an der Universität Göttingen und nahm im Zeitraum Wintersemester 2006/07 bis Sommersemester 2010 wiederholt einen Lehrauftrag an der Veterinärmedizinischen Universität Wien wahr.

## Ehrungen
- 2004: Adolf-Köppe-Nadel der Deutschen Gesellschaft für Züchtungskunde (DGfZ)
- Mai 2009: Deutsches Reiterkreuz in Gold
- 2011: Verdienstkreuz am Bande der Bundesrepublik Deutschland[1]